# Breathe (canção de Vladana Vučinić)
"Breathe" (em português: Respirar) é a canção que representou o Montenegro no Festival Eurovisão da Canção 2022 que teve lugar em Turim. A canção foi selecionada através de uma seleção interna. Na semifinal do dia 12 de maio, a canção não constou de entre os dez qualificados, pois terminou a semifinal em 17º lugar com 33 pontos.